# Health
Health (стилизуется как HEALTH) (с англ. — «Здоровье») — американская группа из Лос-Анджелеса, исполняющая экспериментальную музыку, сочетающую в себе элементы нойз-рока и электроники.

## История
Во время создания группы музыканты хотели в качестве названия выбрать что-то, что является обычным повседневным словом. После просмотра длинного списка разных слов и терминов выяснилось, что слово «health» ещё не было никем занято.

### HEALTH
Несмотря на то, что HEALTH существовали с 2005 года, о них начали говорить  только в августе 2007 года, когда канадским дуэтом Crystal Castles был выпущен ремикс на композицию «Crimewave». Этот трек помог группе расширить аудиторию слушателей и привлечь внимание к альбому, готовящемуся к выходу на лейбле Lovepump United. Дебютный одноимённый альбом был записан в лос-анджелесском заведении The Smell. Участники группы знали, что записывать материал в таком месте будет сложно, но результат того стоил. Бас-гитарист Джон Фамильетти рассказал о процессе записи альбома в одном из интервью: «Комната полностью меняет тон и звучание всего, что вы хотите записать. Она может делать звук более мрачным и одновременно красивым. Мы не понимали, насколько это будет сложно, и особенно мы не были готовы к тому, что в баре Vaquero будут включать реггетон каждый день в 13:00». Звучание альбома привлекло внимание журнала Spin, в котором авторы написали следующее: «Почти безобидный вступительный трек одноименного альбома HEALTH, который называется Heaven, переходит в тридцатисекундный невротический диссонанс под названием Girl Attorney, который набирает темп при переходе в трек Triceratops, являющимся разрушительным сочетанием криков, эффектов, эха и лязга, и напоминающем творчество Liars с примесью медитативного звучания группы Deerhunter».
В 2008 году HEALTH выпустили первый альбом с ремиксами на композиции дебютной пластинки. Он получил название HEALTH//DISCO. На диске помимо обычных треков были пять композиций в формате MP3. В этом же году HEALTH выступали на разогреве у индастриал-рок группы Nine Inch Nails во время тура «Lights In The Sky» (с июля по декабрь).

### Get Color
В качестве рекламы альбома Get Color, который вышел в 2009 году, группа устроила конкурс по принципу лотереи. Победитель, обладающий золотым билетом, получал возможность бесплатного путешествия в Лос-Анджелес, где вместе с участниками группы посещал парк развлечений Six Flags Magic Mountain. Некоторым другим призёрам достались локоны волос участников группы и постеры с автографами, оставленными их кровью . Издание Pitchfork поставило альбому восемь баллов из десяти. В одном из интервью вокалист Джейк Дузсик подтвердил слова интервьюера о том, что Get Color стал более доступен рядовому слушателю, если сравнивать с дебютным альбомом, но «он всё ещё сумасшедший». Трек Die Slow был выпущен в качестве сингла, видеоклип на него набрал около 630 000 просмотров.
Второй альбом ремиксов группы (DISCO2) с треками из Get Color вновь получил одобрение критиков. Помимо ремиксов на альбоме был новый трек под названием USA Boys, записанный в домашней студии Трента Резнора. BBC в своём обзоре написали следующее: «В чём бы ни был секрет HEALTH, из-за которого получаются превосходные альбомы с ремиксами, они однозначно преуспели в привлечении других талантливых музыкантов. Возможно, что это и не делает оригинальный альбом ещё лучше, но в итоге получается прекрасный дополнительный релиз как для фанатов, так и для новичков».

### DEATH MAGIC
Третий альбом группы получил название DEATH MAGIC, он был выпущен 7 августа 2015 года на лейбле Loma Vista Records. Выпуску альбома предшествовали три сингла: 23 апреля 2015 года на радио SiriusXMU состоялась премьера композиции NEW COKE, в июне был выпущен сингл STONEFIST, а 24 июля вышел трек MEN TODAY. В конце этого же года группу покинул Юпитер Киз.
17 февраля 2017 года вышел альбом DISCO3. В альбоме были не только ремиксы на композиции с DEATH MAGIC, но и ранее не вошедшие треки. Релиз был анонсирован и выпущен во время прямого эфира в Facebook, транслируемом из студии Funny Or Die. Поклонникам группы было предложено оставить телефонные номера в чате, чтобы Бенджамин Джаред Миллер и Джон Фамильетти сами могли перезвонить и пообщаться с фанатами.

### VOL. 4:: SLAVES OF FEAR
Четвёртый студийный альбом VOL. 4 :: SLAVES OF FEAR был выпущен 8 февраля 2019 года на Loma Vista Records. До этого группа опубликовала несколько синглов: SLAVES OF FEAR в декабре 2018 года, а в январе 2019 года – STRANGE DAYS (1999) и FEEL NOTHING.

### HEALTH//DISCO, DISCO2, DISCO3, DISCO4:: PART I, DISCO4+, DISCO4:: PART II
У HEALTH есть серия альбомов DISCO, куда входят ремиксы от разных музыкантов. HEALTH//DISCO включает в себя ремиксы на песни из дебютного одноимённого альбома HEALTH. В DISCO2 есть ремикс-версии треков из альбома Get Color, а в DISCO3 вошли ремиксы на композиции из альбома DEATH MAGIC, а также 3 оригинальные песни HEALTH.
16 октября 2020 года был выпущен альбом DISCO4 :: PART I. В нём изменился подход группы к формату релиза из серии DISCO: вместо ремиксов в альбоме были новые треки, созданные совместно с приглашёнными музыкантами. 2 апреля 2021 года было выпущено продолжение альбома, которое получило название DISCO4+.
8 апреля 2022 года HEALTH выпустили идейное продолжение, получившее название DISCO4 :: PART II. Альбом снова состоит из треков (за исключением последней композиции THESE DAYS 2.0.2.1.), записанных в сотрудничестве с другими коллективами и музыкантами: Nine Inch Nails, Poppy, Lamb of God, Perturbator, The Neighbourhood и прочими.

### RAT WARS
5 октября 2023 года HEALTH анонсировали альбом RAT WARS. Одновременно c анонсом были выпущены синглы «CHILDREN OF SORROW» и «SICKO».
Альбом был выпущен на лейбле Loma Vista Recordings 7 декабря 2023 года и включал в себя 12 треков.

### Саундтреки к играм
В 2012 году HEALTH записали саундтрек к игре Max Payne 3 от Rockstar Games. В интервью изданию Pitchfork Джейк Дузсик отмечал: «Первая реакция фанатов HEALTH: «Какого чёрта? Ребята, вы пишете саундтрек для игры?» Такой вот сюрприз. Было забавно записывать музыку, которая не особо типична для подобного вида развлечений».
Иван Павлович, музыкальный директор Max Payne 3, в одном из интервью сказал следующее: «Мы хотели подарить Максу звук, который был бы по-настоящему узнаваем, у HEALTH, как у группы, невероятное понимание того, кто они есть, очень сильная индивидуальность. Когда мы увидели концертное выступление HEALTH, то для всей команды стало ясно, кто должен записать саундтрек».
В 2012 году на Spike Video Game Awards саундтрек был номинирован в категории «Лучший игровой саундтрек», а трек Tears был представлен в номинации «Лучшая игровая композиция». Позднее HEALTH записали композицию High Pressure Dave, которая попала в Grand Theft Auto V. В песне использованы слова из композиции «High Pressure Days» за авторством группы The Units. В 2015 году композиция New Coke была использована в саундтреке игры Need For Speed. В 2018 году HEALTH записали саундтрек к режиму Arena War в Grand Theft Auto Online. В этом же году музыканты приняли участие в записи музыкальной темы для игры League of Legends, приуроченной к ежегодному международному чемпионату. 1 марта 2019 года Rockstar Games официально опубликовали саундтрек к Arena War на цифровых платформах.
Для игры Cyberpunk 2077, вышедшей 10 декабря 2020 года, HEALTH записали трек Major Crimes. В мире игры группа представлена под названием Window Weather.
В 2023 году композиция HATEFUL, позже вошедшая в альбом RAT WARS, была добавлена в качестве опционального саундтрека для игры Ultrakill.

## Музыкальный стиль
Издание Rock Insider описывало музыку HEALTH как «искусно созданный шум с необработанным синтезаторным звучанием, навязчивым монотонным вокалом и потрясающими ударными партиями». Луи Паттисон, редактор The Guardian, описал версию трека Crimewave от Crystal Castles как «меланхоличный электропоп, построенный на звучании эксцентричных синтезаторов и депрессивного вокала». Участники HEALTH создали собственный инструмент под названием Zoothorn — он помогает добиваться необычного звучания и представляет собой комбинацию микрофона и педалей с эффектами для гитары. Zoothorn помогает получать случайные атональные звуки без симметричной структуры.. По заявлению самих участников, смысл текстов группы «намеренно скрыт от слушателя», а вокал специально убран на задний план, отдавая приоритет инструментальной части композиции.

## Участники
Текущие участники
- Джейк Дузсик — вокал, гитара (2005 — настоящее время)
- Джон Фамильетти — бас-гитара (2005 — настоящее время)
- Бенджамин Джаред Миллер — барабаны (2005 — настоящее время)

Бывшие участники
- Юпитер Киз — гитара, синтезатор (2005—2015)

## Дискография

### Студийные альбомы
| Год  | Альбом                   | Лейбл           |
| ---- | ------------------------ | --------------- |
| 2007 | HEALTH                   | Lovepump United |
| 2009 | Get Color                | Lovepump United |
| 2015 | DEATH MAGIC              | Loma Vista      |
| 2019 | VOL. 4 :: SLAVES OF FEAR | Loma Vista      |
| 2020 | DISCO4 :: PART I         | Loma Vista      |
| 2022 | DISCO4 :: PART II        | Loma Vista      |
| 2023 | RAT WARS                 | Loma Vista      |

### Альбомы ремиксов
| Год  | Альбом        | Лейбл           |
| ---- | ------------- | --------------- |
| 2008 | HEALTH//DISCO | Lovepump United |
| 2010 | DISCO2        | Lovepump United |
| 2017 | DISCO3        | Loma Vista      |
| 2021 | DISCO4+       | Loma Vista      |

### Мини-альбомы
| Год  | Альбом              | Лейблы                      |
| ---- | ------------------- | --------------------------- |
| 2010 | Dimensions In Noise | Lovepump United, City Slang |

### Сплиты
| Год  | При участии                                                                  | Лейбл             |
| ---- | ---------------------------------------------------------------------------- | ----------------- |
| 2006 | 7-дюймовая пластинка Split с Elphaba                                         | Rome Plow Records |
| 2007 | 7-дюймовая пластинка Mother Knows Best / Crimewave с Crystal Castles         | Lovepump United   |
| 2007 | Crimewave с Crystal Castles                                                  | Trouble Records   |
| 2008 | 12-дюймовая пластинка Remix 12" с Captain Ahab, Foot Village и Jason Forrest | Ravesploitative   |

### Концертные альбомы
| Год  | Альбом      | Лейбл       |
| ---- | ----------- | ----------- |
| 2006 | Live//Smell | DNT Records |

### Синглы
| Год  | Песня | Альбом                                                                                               |
| ---- | --- | --- |
| 2007 | «Crimewave» (Crystal Castles vs. HEALTH)                                                                                               | Нет                                                                                                  |
| 2008 | «Triceratops»/«Lost Time» «Heaven» «/ / M \ \» «Perfect Skin»                                                                          | HEALTH                                                                                               |
| 2009 | «Die Slow (Market Yourself For Blood)»                                                                                                 | Get Color                                                                                            |
| 2010 | «USA Boys» | DISCO2                                                                                               |
| 2012 | «Tears» | Max Payne 3 Official Soundtrack                                                                      |
| 2015 | «MEN TODAY» «NEW COKE» «STONEFIST» «LIFE»                                                                                              | DEATH MAGIC                                                                                          |
| 2016 | «CRUSHER» | DISCO3                                                                                               |
| 2017 | «HARD TO BE A GOD» (feat. NOLIFE) | Нет                                                                                                  |
| 2018 | «MASS GRAVE» (feat. Soccer Mommy) «BODY/PRISON» (feat. Perturbator) «INNOCENCE» (feat. Youth Code) «SLAVES OF FEAR»                    | Нет Нет VOL. 4 :: SLAVES OF FEAR                                                                     |
| 2019 | «STRANGE DAYS (1999)» «FEEL NOTHING» «HATE YOU» (feat. JPEGMafia) «JUDGEMENT NIGHT» (feat. Ghostemane) «DELICIOUS APE» (feat. Xiu Xiu) | VOL. 4 :: SLAVES OF FEAR VOL. 4 :: SLAVES OF FEAR DISCO4 :: PART I DISCO4 :: PART I DISCO4 :: PART I |
| 2020 | «FULL OF HEALTH» (feat. Full of Hell)                                                                                                  | DISCO4 :: PART I                                                                                     |
| 2020 | «CYBERPUNK 2.0.2.0.» | DISCO4 :: PART I                                                                                     |
| 2021 | «ISN'T EVERYONE» (feat. Nine Inch Nails)                                                                                               | DISCO4 :: PART II                                                                                    |
| 2021 | «DEAD FLOWERS» (feat. Poppy) | DISCO4 :: PART II                                                                                    |
| 2022 | «COLD BLOOD» (feat. Lamb of God) | DISCO4 :: PART II                                                                                    |
| 2022 | «STILL BREATHING» (feat. EKKSTACY) | DISCO4 :: PART II                                                                                    |
| 2022 | «NO ESCAPE» (feat. The Neighbourhood)                                                                                                  | DISCO4 :: PART II                                                                                    |
| 2023 | «HATEFUL» (feat. SIERRA) | UNLOVED                                                                                              |
| 2023 | «CHILDREN OF SORROW» | UNLOVED                                                                                              |
| 2023 | «SICKO» (feat. Godflesh) | UNLOVED                                                                                              |
| 2023 | «ASHAMED» | UNLOVED                                                                                              |
| 2023 | «UNLOVED» | UNLOVED                                                                                              |
| 2023 | «DEMIGODS» | UNLOVED                                                                                              |

### Саундтреки
| Год  | Произведение                                              | Песня                                                                                   |
| ---- | --------------------------------------------------------- | --------------------------------------------------------------------------------------- |
| 2010 | Молодым без толку (англ. Wasted on the Young)             | «Die Slow»                                                                              |
| 2012 | Max Payne 3 Official Soundtrack                           | 26 треков, написанных специально для игры                                               |
| 2013 | Grand Theft Auto V                                        | «High Pressure Dave»                                                                    |
| 2015 | Need for Speed                                            | «NEW COKE»                                                                              |
| 2017 | Взрывная блондинка (англ. Atomic Blonde)                  | «Blue Monday» (кавер-версия песни New Order)                                            |
| 2018 | League of Legends                                         | «2018 World Championship Theme»                                                         |
| 2019 | Grand Theft Auto Online: Arena Wars (Official Soundtrack) | 8 треков, написанных специально для игры, плюс инструментальная версия «SLAVES OF FEAR» |
| 2019 | 13 причин почему (третий сезон)                           | «SLAVES OF FEAR»                                                                        |
| 2020 | Cyberpunk 2077                                            | «Major Crimes»                                                                          |
| 2021 | Dark Nights: Death Metal                                  | «ANTI-LIFE» (при участии Тайлера Бэйтса и Чино Морено)                                  |

### Видеоклипы
Данный список составлен на основе видеозаписей, загруженных на официальный YouTube канал группы, а также доступных на каналах Noisey и Super Deluxe.
| Дата       | Название                              |
| ---------- | ------------------------------------- |
| 04.09.2009 | «Die Slow»                            |
| 10.04.2010 | «We Are Water»                        |
| 10.06.2010 | «USA Boys»                            |
| 13.10.2012 | «Tears»                               |
| 24.04.2015 | «NEW COKE»                            |
| 13.08.2015 | «STONEFIST»                           |
| 23.11.2016 | «L.A. LOOKS»                          |
| 23.02.2017 | «EUPHORIA»                            |
| 08.02.2018 | «LIFE»                                |
| 08.02.2018 | «BODY/PRISON» (feat. Perturbator)     |
| 05.12.2018 | «SLAVES OF FEAR»                      |
| 04.02.2019 | «STRANGE DAYS (1999)»                 |
| 22.02.2019 | «HATE YOU» (feat. JPEGMAFIA)          |
| 16.04.2019 | «JUDGEMENT NIGHT» (feat. Ghostemane)  |
| 07.06.2019 | «NO GOD IN THUNDERDOME»               |
| 21.10.2021 | «DEAD FLOWERS» (feat. Poppy)          |
| 17.02.2022 | «COLD BLOOD» (feat. Lamb of God)      |
| 08.04.2022 | «NO ESCAPE» (feat. The Neighbourhood) |
| 13.10.2023 | «SICKO» (feat. Godflesh)              |
| 23.10.2023 | «ASHAMED»                             |